# Тайна пропавшей кошки
Тайна пропавшей кошки (1944) — вторая книга из серии детских детективных романов Пять юных сыщиков и верный пёс Энид Блайтон. Она была опубликована издательством Methuen and Co Ltd и следует за первой книгой серии Тайна сгоревшего коттеджа. В ней рассказывается об украденной кошке, которую группа детей пытается найти.

## Сюжет
Люк, друг Пяти юных сыщиков, работает в саду леди Кэндлинг, когда у нее крадут ценную сиамскую кошку. Пятеро сыщиков и собака работают над раскрытием дела.
По соседству с Пип и Бетс Хилтон живет леди Кэндлинг, чья призовая кошка, Темная Королева (ценная сиамская кошка), исчезает прямо под носом у Люка, помощника садовника и друга искателей приключений. Мистер Таппинг (садовник) — противный персонаж, который, как сразу решают дети, может быть вором, но его не было поблизости, когда Темная Королева была украдена. Все улики указывают на бедного Люка, поэтому Пять юных сыщиков начинают расследование, не веря, что он вор.
В числе работников леди Кэндлинг есть и другие возможные подозреваемые, такие как мисс Хармер, дрессировщица кошек, и мисс Тримбл, которая заботится о розах. Однако мистер Таппинг по-прежнему остается главным подозреваемым, и выясняется, что он украл Темную Королеву утром, затем нарисовал небольшое пятно кремового цвета на хвосте другой кошки, чтобы замаскировать ее под Темную Королеву, у которой на хвосте было характерное кремовое пятно. Затем он заставил Люка работать возле клетки весь день, чтобы он стал очевидным подозреваемым. Днем мистер Таппинг стер краску с хвоста поддельной кошки, а затем объявил, что Темная Королева исчезла. Мистера Таппинга наконец поймали, и оказалось, что он ранее был замешан в краже животных.

## Персонажи

### Главные персонажи
- Элизабет «Бетси» Хлитон — младшая из Пяти юных сыщиков
- Филипп «Пип» Хилтон — член Пяти юных сыщиков и брат Бетси
- Лоуренс «Ларри» Дейкин — член Пяти юных сыщиков
- Маргарет «Дэйзи» Дейкин — сестра Ларри и основательница Пяти юных сыщиков
- Фредерик Алджернон «Фатти» Троттевилл — самый умный из Пяти Находчиков, лучший друг Бетси и лидер группы
- Бастер — шотландский терьер Фатти
- Мистер Гун — неуклюжий деревенский полицейский

### Подозреваемые
- Люк — 15-летний помощник садовника мистера Таппинга и друг Пяти юных сыщиков
- Леди Кэндлинг — владелица украденной ценной кошки
- Мисс Хармер — сотрудница, которая заботится о кошках леди Кэндлинг
- Мисс Тримбл — домохозяйка леди Кэндлинг
- Мистер Таппинг — грубый и сварливый садовник леди Кэндлинг